# Anne Sexton
Anne Gray Harvey, más conocida como Anne Sexton (9 de noviembre de 1928-4 de octubre de 1974), fue una poeta estadounidense, reconocida por su poesía confesional. Obtuvo el premio Pulitzer de poesía en 1967 por su libro Live or Die.

## Biografía
Anne Sexton (nacida bajo el nombre de Anne Gray Harvey) nació el 9 de noviembre de 1928 en el seno de una familia burguesa de Massachusetts. Hija de un exitoso fabricante de lanas, era la menor de tres hermanas. Siempre vivió en buenos barrios de Boston. En 1945 se inscribió en el internado Rogers Hall en Lowell, Massachusetts, y luego pasó un año en la Garland School.  Durante un tiempo, modeló para la Hart Agency de Boston. El 16 de agosto de 1948, se casó con Alfred Muller Sexton II y permanecieron juntos hasta 1973.  Sexton tuvo su primera hija, Linda Gray Sexton, en 1953. Su segunda hija, Joyce Ladd Sexton, nació dos años después.

## Poesía
Sexton sufrió un trastorno bipolar grave durante gran parte de su vida; su primer episodio maníaco tuvo lugar en 1954. Después de un segundo episodio en 1955, conoció al Dr. Martin Orne, quien se convirtió en su terapeuta a largo plazo en el Hospital Glenside. Fue Orne quien la animó a escribir poesía.
El primer taller de poesía al que asistió fue dirigido por John Holmes. Sexton sintió un gran temor por inscribirse en la clase y le pidió a un amigo que hiciera la llamada telefónica y la acompañara a la primera sesión. Sus poemas fueron rápidamente elogiados; varios fueron aceptados por The New Yorker, Harper's Magazine y Saturday Review. Sexton estudió más tarde con Robert Lowell en la Universidad de Boston junto a los poetas Sylvia Plath y George Starbuck.
Sexton más tarde rindió homenaje a su amistad con Plath en el poema de 1963 "La muerte de Sylvia". Su primer volumen de poesía, To Bedlam and Part Way Back, se publicó en 1960 e incluía el poema "Her Kind", que utiliza la persecución de las brujas como analogía de la opresión de las mujeres en una sociedad patriarcal.
La carrera poética de Sexton fue alentada por su mentor WD Snodgrass, a quien conoció en la Conferencia de Escritores de Antioch en 1957. Su poema "Heart's Needle" resultó inspirador para ella en su tema de separación de su hija de tres años.  Sexton leyó por primera vez el poema en una época en la que su propia hija vivía con su suegra. Ella, a su vez, escribió "The Double Image", un poema que explora la relación multigeneracional entre madre e hija. Sexton comenzó a escribir cartas a Snodgrass y se hicieron amigos.
Mientras trabajaba con John Holmes, Sexton conoció a Maxine Kumin. Se hicieron buenas amigas y así permanecieron por el resto de la vida de Sexton. Kumin y Sexton criticaron rigurosamente el trabajo de cada una y escribieron cuatro libros infantiles juntas. A fines de la década de 1960, los elementos maníacos de la enfermedad de Sexton comenzaron a afectar su carrera, aunque ella todavía escribía y publicaba trabajos y daba lecturas de su poesía. Colaboró con músicos, formando un grupo de jazz-rock llamado Her Kind que agregó música a su poesía. Su obra Mercy Street, protagonizada por Marian Seldes, fue producida en 1969 después de varios años de revisiones.  Sexton también colaboró con la artista Barbara Swan, quien ilustró varios de sus libros.
A los doce años de escribir su primer soneto, se encontraba entre las poetas más honradas de los EE. UU.: ganadora del premio Pulitzer, miembro de la Royal Society of Literature y la primera mujer miembro del capítulo de Harvard de Phi Beta Kappa.
Sexton ofrece al lector una visión íntima de la angustia emocional que caracterizó su vida. Anne convirtió la experiencia de ser mujer en el tema central en su poesía, es la figura moderna del poeta confesionalista, a pesar de que soportó críticas por tratar asuntos entonces todavía tabú tales como la menstruación, el aborto y la drogadicción.
Sexton fue una mujer reconocida y premiada en su tiempo, becada para escribir sus libros, profesora titular en la Universidad de Boston, ganadora del Pulitzer de poesía en 1967 por su libro Live or Die (Vive o muere), y luego jurado del prestigioso premio. También le fue otorgada, en agosto de 1959, la beca Robert Frost para asistir a la conferencia de escritores de Bread Loaf, y en 1965 le fue otorgado un viaje subvencionado por el Congreso por la Libertad de la Cultura.

## Muerte

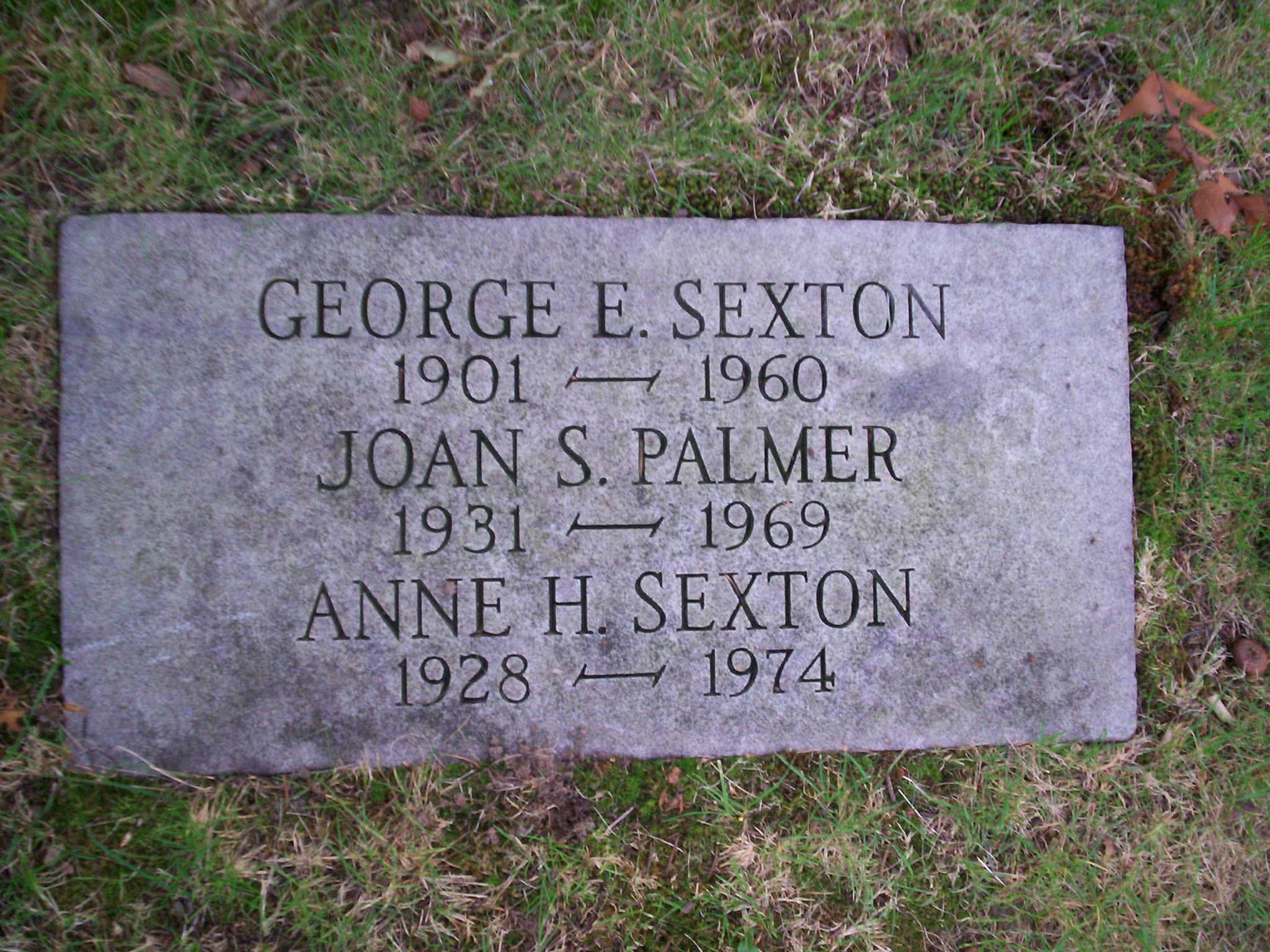
Tumba de Anne Sexton.

El 4 de octubre de 1974, Anne Sexton almorzó con Maxine Kumin para revisar las galeradas del manuscrito de The Awful Rowing Toward God (El horrible remar hacia Dios), programado para publicarse en marzo de 1975. Al volver a casa se puso el abrigo de piel de su madre, se quitó sus anillos, se sirvió un vaso con vodka, se encerró en el garaje, y encendió el motor de su automóvil, suicidándose por intoxicación por monóxido de carbono. Sus restos se hallan en el cementerio-crematorio de Forest Hills, a las afueras de Boston.

## Homenaje
El cantante y compositor Peter Gabriel le escribió en homenaje una canción titulada "Mercy Street" (nombre que deriva de las obras de Sexton "45 Mercy Street" y "Mercy Street"), contenida en su álbum So (1986).

### Poesía, prosa, cartas y teatro
- To Bedlam and Part Way Back (1960)
- The Starry Night (1961)
- All My Pretty Ones (1962)
- Live or Die (1966) - Premio Pulitzer de poesía en 1967
- Love Poems (1969)
- Mercy Street, obra en dos actos (1969)
- Transformations (1971)
- The Book of Folly (1972)
- The Death Notebooks (1974)
- The Awful Rowing Toward God (1975, póstumo)
- 45 Mercy Street (1976, póstumo)
- Anne Sexton: A Self Portrait in Letters, editado por Linda Gray Sexton and Lois Ames (1977, póstumo)
- Words for Dr. Y. (1978, póstumo)
- The Complete Poems, con prefacio de Maxine Kumin (1981, póstumo)
- No Evil Star (selección de ensayos, entrevistas y prosa), editado por Steven E. Colburn (1985, póstumo)

### Libros para niños
- Eggs of Things (ilustrado por Leonard Shortall) (1963)
- More Eggs of Things (ilustrado por Leonard Shortall) (1964)
- Joey and the Birthday Present (ilustrado por Evaline Ness) (1974)
- The Wizard's Tears (ilustrado por Evaline Ness) (1978, póstumo)

### Traducciones al español
- El asesino y otros poemas [Antología]. Traducción de Jonio González y Jorge Ritter. Barcelona: Icaria Editorial, 1996. ISBN 978-84-7426-307-7
- Vive o muere. Prólogo de Maxine Kumin. Madrid: Ediciones Vitruvio - Colección Highway 66, 2008. ISBN 978-84-96830-69-1
- Transformaciones [Selección y traducción de 11 textos, de los 16 del libro original]. Selección y traducción de Angelika Scherp. México D. F.: Ediciones Fósforo, 2009.
- Poemas de amor. Edición bilingüe. Traducción e introducción de Ben Clark. Orense: Ediciones Linteo - Poesía n.º 17, 2009. ISBN 978-84-96067-41-7
- Quince poemas. Nota introductoria, selección y traducción de Elisa Ramírez Castañeda. México D. F.: Universidad Nacional Autónoma de México - Coordinación de Difusión Cultural - Dirección de Literatura - Material de Lectura - Serie Poesía Moderna n.º 109, 2011.
- Poesía completa. Edición bilingüe. Traducción, introducción y notas de José Luis Reina Palazón. Orense: Ediciones Linteo - Poesía n.º 36, 2013. ISBN 978-84-96067-89-9
- Anne Sexton: un autorretrato en cartas. Traducción de Andrés Catalán, Ben Clark, Juan David González-Iglesias, Ainhoa Rebolledo. Orense: Linteo 2015. ISBN 978-84-942551-3-7

## Premios y honores
- 1962: Premio Levinson.[5]
- 1967: Premio Pulitzer de Poesía por Live or Die.[17]
- 1969: Beca Guggenheim.[18]